# دراجن أنزولوفيتش
دراجن أنزولوفيتش (بالكرواتية: Dražen Anzulović) مواليد 7 مايو 1967 في زغرب، جمهورية كرواتيا الاشتراكية، هو مدرب كرة سلة كرواتي ولاعب معتزل. يدرب في الدوري البولندي لكرة السلة. لعب مع نادي سيبونا لكرة السلة في الدوري الكرواتي لكرة السلة الدرجة الأولى.